# Campeonato europeo de hockey sobre patines masculino de 1932
El VII Campeonato europeo de hockey sobre patines masculino de 1932 se celebró en Herne Bay (Inglaterra) del 14 al 18 de mayo de 1932. Fue organizado por el Comité Europeo de Hockey sobre Patines. La selección de Inglaterra ganó su séptimo título.

## Equipos participantes
|            |
| Alemania   |
| Bélgica    |
| Francia    |
| Inglaterra |
| Portugal   |
| Suiza      |

## Resultados
|            | Bandera de Inglaterra | Bandera de Bélgica | Bandera de Alemania | Bandera de Suiza | Bandera de Francia | Bandera de Portugal |
| ---------- | --------------------- | ------------------ | ------------------- | ---------------- | ------------------ | ------------------- |
| Inglaterra |                       |                    |                     |                  |                    |                     |
| Bélgica    | 0-14                  |                    |                     |                  |                    |                     |
| Alemania   | 3-8                   | 8-2                |                     |                  |                    |                     |
| Suiza      | 4-5                   | 2-1                | 0-1                 |                  |                    |                     |
| Francia    | 2-7                   | 8-2                | 4-6                 | 5-1              |                    |                     |
| Portugal   | 2-4                   | 3-1                | 2-3                 | 3-1              | 1-10               |                     |

## Clasificación
| Equipo     | Pts | PJ | PG | PE | PP | GF | GC | DG  |
| ---------- | --- | -- | -- | -- | -- | -- | -- | --- |
| Inglaterra | 10  | 5  | 5  | 0  | 0  | 38 | 11 | +27 |
| Alemania   | 8   | 5  | 4  | 0  | 1  | 21 | 16 | +5  |
| Francia    | 6   | 5  | 3  | 0  | 2  | 29 | 17 | +12 |
| Portugal   | 4   | 5  | 2  | 0  | 3  | 11 | 19 | -8  |
| Suiza      | 2   | 5  | 1  | 0  | 4  | 8  | 15 | -7  |
| Bélgica    | 0   | 5  | 0  | 0  | 5  | 6  | 35 | -29 |